# Square Alain-Bashung
Le square Alain-Bashung est un espace vert de 1 500 m2, dans le 18e arrondissement de Paris (France).

## Situation et accès
Le site est accessible par le 16, rue de Jessaint.
Il est desservi par la ligne 2 à la station La Chapelle.

## Caractéristiques
Entièrement accessible aux personnes à mobilité réduite, il se compose de trois parties : un milieu forestier de montagne, un milieu sec et un milieu humide.

## Origine du nom
Le jardin porte le nom de l'auteur-compositeur-interprète et comédien français Alain Bashung (1947-2009) en raison de l'implication locale de l'artiste qui résida non loin, dans la villa Poissonnière.

## Historique
Ii est inauguré le 21 juin 2012, jour de la Fête de la musique. 
L'espace vert comporte également un jardin partagé et une aire de jeux pour enfants.